# Dominic Inglot
Dominic Inglot (London,  6. ožujka 1986.) britanski je tenisač i član Britanske Davis Cup reprezentacije. Uglavnom nastupa u parovima, u kojima je nastupio u 16 završnica i osvojio 7 ATP turnira. Zbog svog snažnog servisa nazivan je i Dom the Bomb.
Za Davis Cup reprezentaciju prvi je put zaigrao 2014. godine, kada je u paru s Collinom Flemingom pobijedio američku braću Bryan. Igrao je završnicu kupa 2015. godine protiv Belgije. Kao član pobjedničke ekipe te godine dobio je BBC-ijevu nagradu za momčad godine.

## Životopis
Rođen je u Londonu u obitelji kao stariji sin Elizabeth i Andreija Inglota, bivšeg poljskog nogometaša. Ima mlađeg brata Alexa. Tenisom se počeo baviti za pohađanja Srednje škole sv. Benedikta u rodnom Londonu, i kasnije na Sveučilištu Virginia u SAD-u. U srednjoj je školi također igrao odbojku i bio kapetan momčadi.
Glumio je u filmu Wimbeldon iz 2004. godine. Govori engleski i poljski jezik.